# Teodora Kostović
Teodora Kostović (serbisch-kyrillisch Теодора Костовић; * 28. Juni 2007) ist eine serbische Tennisspielerin.

## Karriere
Kostović begann mit fünf Jahren das Tennisspielen und bevorzugt Sandplätze. Sie spielt bisher vorrangig auf der ITF Women’s World Tennis Tour, wo sie bislang einen Titel im Einzel gewinnen konnte.
Seit Mitte des Jahres 2023 tritt Kostović bei den Juniorinnenwettbewerben der vier Grand Slams an. Als beste Ergebnisse erreichte sie bei den Australian Open die zweite Runde im Einzel und das Viertelfinale im Doppel, bei den French Open das Achtelfinale sowohl im Einzel als auch im Doppel, in Wimbledon das Viertelfinale im Einzel und bei den US Open jeweils das Viertelfinale im Einzel und Doppel.
2024 gewann sie fünf J300 Titel auf allen Belägen. Sie gewann in Roehampton auf Rasen, in College Park auf Hartplatz und in Bradenton, Oberpullendorf und Bytom auf Sand. Im selben Jahr war sie auch Finalistin beim J500-Turnier auf Sand in Offenbach am Main und beim J300-Turnier auf Hartplatz in Indian Wells. Im September 2024 gewann sie die U18-Junioren-Europameisterschaften, wo sie Alena Kovačková im Finale besiegte.
2025 erhielt sie im Februar eine Wildcard für die Qualifikation zum Hauptfeld im Dameneinzel der Mubadala Abu Dhabi Open, ihrem ersten Turnier auf der WTA Tour, wo sie in der ersten Runde gegen Diane Parry nach 6:2-Führung durch Aufgabe gewann, dann aber in der zweiten Runde McCartney Kessler mit 2:6 und 2:6 unterlag. Im März erhielt sie für die Qualifikation für die Miami Open ebenfalls eine Wildcard. Sie besiegte in der ersten Runde Olivia Gadecki mit 6:3 und 7:5, verlor dann aber in der zweiten Qualifikationsrunde gegen Greet Minnen mit 2:6 und 6:79. Im April erhielt sie eine Wildcard für die Qualifikation für die Mutua Madrid Open, wo sie in der ersten Runde Elena-Gabriela Ruse mit 6:4, 2:6 und 7:63 schlug, in der zweiten Runde dann Lucrezia Stefanini mit 2:6 und 2:6 unterlag.
Seit 2025 spielt Teodora Kostović für die serbische Billie-Jean-King-Cup-Mannschaft, wo sie bislang von zwei Einzeln und einem Doppel ein Einzel gewinnen konnte.

## Turniersiege

### Einzel
| Nr. | Datum           | Turnier            | Kategorie | Belag | Finalgegnerin   | Ergebnis |
| --- | --------------- | ------------------ | --------- | ----- | --------------- | -------- |
| 1.  | 17. August 2025 | Kuršumlijska Banja | ITF W75   | Sand  | Lina Gjorcheska | 7:5, 6:3 |

## Karrierestatistik und Turnierbilanz

### Juniorinneneinzel
| Turnier         | 2023 | 2024 | 2025 | Karriere |
| --------------- | ---- | ---- | ---- | -------- |
| Australian Open | —    | 2    | 2    | 2        |
| French Open     | AF   | AF   | 1    | AF       |
| Wimbledon       | 1    | VF   | VF   | VF       |
| US Open         | 2    | VF   |      | VF       |

Zeichenerklärung: S = Turniersieg; F, HF, VF, AF = Einzug ins Finale / Halbfinale / Viertelfinale / Achtelfinale; 1, 2, 3 = Ausscheiden in der 1. / 2. / 3. Hauptrunde; nicht ausgetragen

### Juniorinnendoppel
| Turnier         | 2023 | 2024 | 2025 | Karriere |
| --------------- | ---- | ---- | ---- | -------- |
| Australian Open | —    | VF   | 1    | VF       |
| French Open     | 1    | AF   | AF   | AF       |
| Wimbledon       | 1    | 1    | AF   | AF       |
| US Open         | AF   | VF   |      | VF       |

Zeichenerklärung: S = Turniersieg; F, HF, VF, AF = Einzug ins Finale / Halbfinale / Viertelfinale / Achtelfinale; 1, 2, 3 = Ausscheiden in der 1. / 2. / 3. Hauptrunde; nicht ausgetragen